# Сидоровский, Иоанн Иоаннович
Сидоровский Иоанн Иоаннович, священник, член Императорской Российской Академии.

## Биография
Родился в 1748 г., воспитывался в Костромской семинарии, в которой, по окончании курса наук, с 1769 г. был преподавателем латинского и греческого языков. Крайняя недостаточность средств для содержания своего семейства заставила С. просить об увольнении его от звания учителя и об определении священником в пригород Нерехты. Епархиальное начальство исполнило первую просьбу, но во второй отказало, и С., вопреки своему желанию, вынужден был принять священническое место в селе Сидоровском, от которого получил и свою фамилию. Между жителями села было много раскольников, которым был неприятен молодой, учёный и энергичный священник, тем более, что остальные священники того села, будучи неучеными, не противодействовали раскольникам и пользовались их благорасположением. Это обстоятельство и недостаток средств для жизни и учёных занятий заставили С. в прошениях, поданных Св. Синоду, умолять об увольнении его из Костромской епархии и об определении в Москву, хотя на самое последнее место. По желанию члена Св. Синода архиепископа Гавриила, впоследствии митрополита, Сидоровский был определён в 1773 г. священником Воскресенского Новодевичьего монастыря и законоучителем воспитываемых там благородных и мещанских девиц. В 1783 г. он избран членом Российской Академии; ум. 17 апреля 1795 г.
Литературные труды С. состояли преимущественно из переводов с языков греческого, латинского и французского. С греческого языка им переведены: 1) "Деяния церковные и гражданские от Рождества Христова до половины пятнадцатого столетия", собранные Георгием Кедриным и другими, в трёх частях, Москва, 1794 г. К переводу своему С. присоединил много примечаний, преимущественно археологических. 2) "Поучительные разные слова и беседы св. Иоанна Златоуста", в двух частях, 1-я — 1787 г., 2-я — 1791 г.; 3) "Слова избранные из поучений св. Иоанна Златоуста", в двух частях, 1792 г. Многие из произведений Златоуста впервые переведены на русский язык С.; 4) "Разговоры Лукиана Самосатского", в трёх частях, 1775 г.; 5) "Творения велемудрого Платона", в трёх частях, — 1780, 1783 и 1785 гг.; 6) "Павзаниево и Стравоново описание Еллады или Греции", в трёх частях (напечатано не все), 1788 и 1789 гг. Следует заметить, что сочинения Платона, Павзания и Лукиана Сидоровский перевёл вместе с синодским переводчиком Пахомовым; но один том сочинений Платона и третий том сочинений Лукиана Самосатского, превосходящий объёмом два первых, вместе взятых, переведены одним С., а последний снабжён и многочисленными примечаниями. С французского Сидоровский перевёл "Опыт о Провидении Божием", 1781 г., и несколько статей из словаря Французской Академии. 
Его собственные сочинения: 1) "Изъяснение воскресных и праздничных Евангелий", изданное с одобрения Св. Синода для употребления в народных училищах в 1784 г. и 2) "Наставление юношества в добродетели и должности христианской, основанной на законе естественном и законе Откровения", 1784 г. С. принимал также большое участие в трудах Российской Академии, особенно в составлении словопроизводного словаря Академии, вместе с другим членом Российской Академии протоиереем Иоанном Иоанновичем Красовским; на них возложена была предварительная редакция словаря. Помимо работ, исполненных вместе с сочленом протоиереем Красовским, Сидоровский принял на себя выбор слов из цветной триоди, собрание слов на букву "о" и объяснения на другие буквы. По поручению Российской Академии, Сидоровский занимался составлением русской грамматики. В июле 1784 г. он представил начало своего грамматического труда, а в январе 1786 г. — две, вполне оконченные, его части, заключающие в себе изложение правил словопроизводства и словосочинения. Трудом С., оставшимся в рукописи, воспользовался для своей грамматики архимандрит Аполлос. В бумагах С. осталось довольно значительное количество неизданных трудов его, как-то: проповеди его, сочинённые им правила российского правописания и другие.